# Moby Dick
Moby Dick, també coneguda com La balena (en anglès, Moby-Dick o The Whale) és una novel·la escrita per Herman Melville i publicada l'any 1851.
Explica la travessia del vaixell balener Pequod, comandat pel capità Ahab, en l'obsessiva persecució d'un catxalot blanc. Va ser l'obra mestra de l'autor i un dels llibres fonamentals de la història de la literatura mundial.

## Història
Moby Dick va rebre ressenyes mixtes quan es va publicar, va suposar un fracàs comercial i es va esgotar en el moment de la mort de l'autor el 1891. Es va establir la seva reputació com a «gran novel·la americana» al segle xx, després del centenari del naixement de l'autor. William Faulkner va dir que desitjaria haver escrit ell mateix el llibre, i D. H. Lawrence el va anomenar «un dels llibres més estranys i meravellosos del món» i «el llibre del mar més gran mai escrit». La seva frase inicial, «Call me Ishmael» ('Digueu-me Ismael'), és una de les més famoses de la literatura mundial.
Melville va començar a escriure Moby Dick el febrer de 1850 i va acabar 18 mesos després, un any més del que havia previst. Melville va aprofitar la seva experiència com a mariner des del 1841 fins al 1844, incloent diversos anys en els baleners i en la lectura de la literatura sobre la caça de balenes. El catxalot es basa en el famós especimen albí conegut com «Mocha Dick», de difícil captura; i el final del llibre es basa en l'enfonsament del vaixell balener Essex el 1820. Les seves influències literàries inclouen Shakespeare i la Bíblia. Les descripcions detallades i realistes de la caça de balenes i de l'extracció d'oli de balena, així com la vida a bord d'un vaixell amb una tripulació culturalment diversa, es barregen amb l'exploració de la classe i l'estatus social, el bé i el mal i l'existència de Déu. A més de la prosa narrativa, Melville utilitza estils i recursos literaris que van des de cançons, poesia i catàlegs fins a indicacions escèniques i monòlegs, com Shakespeare. L'agost de 1850, amb el manuscrit potser mig acabat, va conèixer Nathaniel Hawthorne i va quedar profundament commogut pel seu llibre de contes Mosses from a Old Manse, que va comparar amb Shakespeare en les seves ambicions còsmiques. Aquesta trobada potser el va inspirar a revisar i ampliar Moby Dick, dedicant l'obra a Hawthorne, «en senyal de la meva admiració pel seu geni».
El llibre es va publicar per primera vegada (en tres volums) amb el títol de The Whale a Londres, l'octubre de 1851, i amb el seu títol definitiu en una edició d'un sol volum a Nova York, el novembre. L'editor londinenc, Richard Bentley, va censurar o canviar passatges sensibles; Melville també va fer revisions, incloent un canvi d'última hora en el títol de l'edició de Nova York.

## Argument
El llibre és la narració del mariner Ishmael sobre l'obsessiva recerca d'Ahab, capità del vaixell balener Pequod, per venjar-se de Moby Dick, el catxalot blanc gegant que en un viatge anterior del vaixell li havia arrencat una cama del genoll cap avall i li va deixar una pròtesi confeccionada a partir d'un os de mandíbula de balena.
Ishmael, un jove amb experiència en la marina mercant embarca en el vaixell balener Pequod a Massachusetts. Abans de pujar a bord es fa amic de l'arponer Queequeg amb qui acorda compartir l'empresa.
El principal objectiu del capità Ahab era capturar balenes, però la seva obsessió era matar Moby Dick.
Finalment, Moby Dick arrenca la cama de marfil del capità. Ell, enredat entre les cordes del vaixell, queda lligat a la balena, enduent-se amb ell tots els tripulants. Mentre el vaixell s'enfonsa, un taüt de fusta cau a la mar i Ishmael s'hi agafa. El protagonista és l'únic que se salva mentre que els altres moren ofegats.

## Inspiració en fets reals

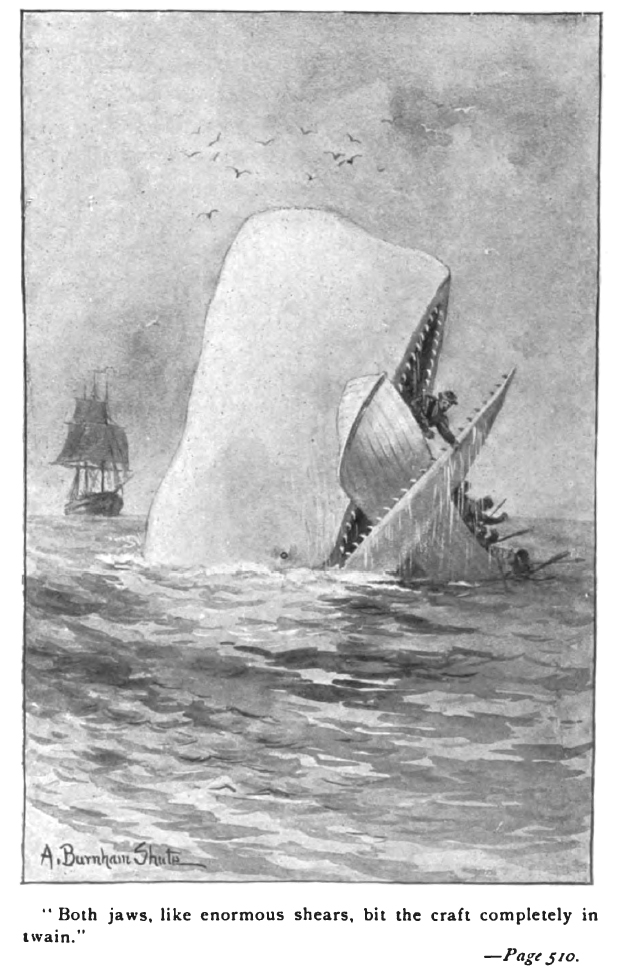
Il·lustració de Moby Dick, en una edició de 1892

A més d'haver estat basada en les experiències personals de Melville com a mariner, Moby Dick està inspirada en dos casos reals:
- L'epopeia que va patir el vaixell balener Essex, de Nantucket (Massachusetts), quan va ser atacat per un catxalot l'any 1820. Després de ser enfonsats pel cetaci, els tripulants van vagar per l'oceà Pacífic fins a l'illa Henderson. Van ser rescatats 91 dies després i desembarcats a Valparaíso (Xile). George Pollard Jr. i Owen Chase, dos dels vuit supervivents, van relatar l'experiència.[16]

- El cas d'un catxalot albí que rondava una illa xilena el 1839, i que es coneixia com a «Mocha Dick».[16][17] El relat d'aquest cas va ser publicat el 1839 per la revista novaiorquesa Knickerbocker. Escrit per un oficial de l'armada nord-americana, narra l'enfrontament real de baleners amb un cetaci albí conegut com Mocha Dick a prop de l'illa Mocha, a Tirúa (Xile).[18] Com Moby Dick, el catxalot albí va escapar incomptables vegades dels seus caçadors durant més de quaranta anys, de manera que portava diversos arpons incrustats a l'esquena. Els baleners explicaven que atacava furiosament donant esbufecs que formaven un núvol al seu voltant; envestia els vaixells perforant-los i bolcant-los, matant als mariners que s'atrevien a enfrontar-s'hi. Segons el narrador de l'article publicat a la revista, per aconseguir matar a Mocha Dick es va requerir la unió de diferents vaixells baleners de diferents nacionalitats. Cal destacar que a Xile, en la cultura indígena maputxe, hi ha el mite del Trempulcahue, quatre balenes encarregades de portar l'ànima dels morts cap al seu lloc de descans.[19]

## Interpretacions
Moby Dick és una obra d'un profund simbolisme. Se sol considerar que comparteix característiques de l'al·legoria i de l'èpica. Inclou referències a temes tan diversos com biologia, idealisme, jerarquia, obsessió, política, pragmatisme, racisme, religió i venjança.
Els tripulants del Pequod tenen orígens tan variats com Xile, Colòmbia, Xina, Dinamarca, Espanya, França, Holanda, Índia, Anglaterra, Irlanda, Islàndia, Itàlia, Malta, Portugal i Tahití, el que suggereix que el Pequod és una representació de la humanitat.
Les al·lusions bíbliques dels noms dels personatges (Ahab, Ismael) o el significat del catxalot blanc han intrigat lectors i crítics durant més d'un segle.

## Adaptacions
- Al 1926 va fer-se'n la primera adaptació, en forma de pel·lícula muda, La Bestia del Mar.[23]
- El 1956, el cineasta estatunidenc John Huston va dirigir la pel·lícula homònima: Moby Dick.[24]
- A la sèrie infantil Les tres bessones van dedicar un capítol a aquest llibre.[25]
- Al 2015 es va filmar Al cor del mar.[26]